# سعود سويد
سعود سويد العجمي، لاعب كرة قدم كويتي سابق.
لعب مع نادي الساحل الكويتي، وفي يوم 25 يناير 2003 طلب أمين سر نادي العربي الكويتي عبد الرحمن الدولة من نادي الساحل الكويتي اللاعب للانتقال إلى صفوفه نظير مبلغ 40 ألف دينار كويتي ، وفي 3 يناير 2004 أعلن نادي العربي الكويتي عن انضمام اللاعب إلى صفوفه ، ولعب معهم حتى عام 2007، وفي 8 يناير 2007 انتقل اللاعب إلى نادي السالمية نظير مبلغ 20 ألف دينار كويتي ، وفي صيف 2009 وقع سويد مع نادي النصر الكويتي بعد شطبه من نادي السالمية.
لعب مع منتخب الكويت الأولمبي لكرة القدم في عام 2003 وحتى عام 2004.